# Решетиловская вышивка
Решетиловская вышивка или вышивка «белым по белому» ― техника вышивания белыми нитями по белой ткани, зародившаяся в городе Решетиловка. Внесена (2018) в Национальный перечень нематериального культурного наследия.

## История
Ремесло вышивки в Решетиловке стало популярным после отмены крепостного права в 1861 году. Вдоль реки Говтва хорошо росли лён и конопля . Из них пряли нити и ткали полотно. Мастерицы сшивали оставшиеся после раскроя маленькие кусочки ткани, изготавливая из них дополнительную одежду для семьи. Нити для швов выдергивали из той же материи, затем декорировали швы искусными стежками, что придавало изделию рельеф и особую красоту. Чтобы получить качественные белые нити, скручивали их прядями и клали в бочку, пересыпая пеплом из березы или ольхи, заливали горячей водой и сутки настаивали. Затем тщательно их выполаскивали и высушивали. Процедуру повторяли несколько раз .
С 1905 года в Решетиловке работала фабрика художественных промыслов.
В 1937 году, рядом с фабрикой, была создана школа мастеров художественных промыслов, позже — Решетиловский художественный профессиональный лицей.
В 2019 году был открыт Всеукраинский центр вышивки и ковровщика с экспозицией старинных образцов вышивки из частной коллекции научного сотрудника центра Юрия Мельничука .

## Техника
В орнаментах решетиловских вышиванок обязательно есть мережка. Сама мережка может быть выполнена в технике: «столбик», «гречиха», «овсяночка», «лучка», «ляховка», «прутик с настилом», «чистая мережка», «нечистая мережка», «прорезной прутик». Для решетиловской вышивки также характерны такие техники, как: вырезание, зубцовка, плинтус или гладь (прямая и наискось), зерновой вывод, клетка, соловьиные ячейки и другие.
Для контрастности мастера добавляют небеленые или подкрашенные в пепельные тона  нити («куницы»). Такая вышивка создаёт рисунок высокого рельефа со светотеневым моделированием. В зависимости от направления света узор по-разному то отражает, то поглощает свет .

## Интересные факты
- Писательница Елена Пчилка должна была представить на выставке в Париже вышивку в технике белым по белому, выполненную мастерами Решетиловской фабрики. Жюри не поверило, что такая вышивка работа человеческих рук, тогда писательница привела мастеров.
- В 1969 году решетиловские мастера изготовили вышиванку для итальянской актрисы Софи Лорен, снимавшейся в фильме Подсолнухи вблизи Диканьки Полтавской области. Сейчас копия вышиванки хранится в Решетиловском музее[8].
- С 1992 года проводится ежегодный региональный фестиваль Решетиловская весна, на котором мастерицы демонстрируют искусство вышивки[9].